# كوماندو دلتا
تنظيمات كوماندو دلتا (بالإنجليزية: Commando Delta) هي فرق اغتيال كانت تحت قيادة منظمة الجيش السري (OAS) في الجزائر خلال أوائل ستينيات القرن العشرين. وقد «حظرت» هذه الفرق الأحياء الأوروبية عن طريق اغتيال المسلمين الذين يدخلون إليها. حيث نظمها روجر ديجلدري عام 1961. وتدل «دلتا» على ديجلدري، وهو ملازم ثانٍ فر من الفيلق الأجنبي الفرنسي في عام 1961.
وقد تم تحميل تنظيمات كوماندوز دلتا المسؤولية أيضًا عن اغتيال الأشخاص الذين كانوا يعدون «متساهلين» أو خونة لقضية الاحتلال الفرنسي للجزائر. ومع هذا، انتشر الادعاء بأن عددًا من عمليات القتل قد وقع على يد قوات الأمن بالمديرية العامة للأمن الخارجي (DGSE) لتشويه سمعة منظمة الجيش السري، ونفذتها خدمة العمل المدني أو مجموعة اليد الحمراء (Red Hand) المسلحة. ولذلك، فمن غير الممكن التحديد بوضوح أي الأفعال التي يمكن نسبتها لفرق كوماندو دلتا في ذلك الوقت الذي كان يتسم بالفوضى.

## المنظمة
- BAO - مكتب العمل التشغيلي، (الملازم روجر ديجلدري، القائد العام بيير ديلوم)، المسؤول عن العمليات
  - كوماندوز دلتا (الملازم روجر ديجلدري)
    - دلتا 1 (ألبرت دوفسار)
    - دلتا 2 (يلفريد سكليدرمان)
    - دلتا 3 (جين بيير راموس)
    - دلتا 4 (الملازم جين لوب بلانشي)
    - دلتا 5 (خوسيه غينر، قال «يسوع باب الواد»)
    - دلتا 6 (غابرييل أنجليد)
    - دلتا 7 (جاك سينته)
    - دلتا 9 (جو ريزا)
    - دلتا 10 (جوزيف إدوارد سلامه)
    - دلتا 11 (بول مانسيلا)
    - دلتا 24 (مارسيل ليجيه)
    - دلتا 33 (جاك بيكسيو)

## الحرب الجزائرية
شاركت تنظيمات كوماندو دلتا في الأحداث التالية:
- اغتيالات القلعة الملكية: اغتيال ستة أشخاص على صلة بالمراكز الاجتماعية؛
- عملية الروك آند رول: 120 انفجار في ساعتين في ليلة 5-6 مارس 1962؛
- «جرائم قتل 22 مارس 1962»، والتي أدت إلى عزلة دائرة باب الوادي بالجزائر، وتلاها مظاهرة مضادة قامت بها منظمة الجيش السري (OAS).[2]
- عملية شارلوت كورداي: محاولة اغتيال شارل ديغول عام 1962.

نسبت عدة آلاف من جرائم قتل الجزائريين إلى منظمة الجيش السري.

## الاستخدام اللاحق لاسم كوماندو دلتا
في الآونة الآخرة، تم استخدم مصطلح كوماندو دلتا من قبل عناصر اليمين المتطرف الفرنسي:
- نوفمبر 1977: هجوم على محل لبيع الكتب الشيوعية في تولون.
- 2 ديسمبر 1977: اغتيال لعيد سباعي بجمعية Amicale des Algériens en Europe («أصدقاء الجزائريين في أوروبا») في باريس.[3]
- 4 ديسمبر 1977: تفجير بهو (منزل) أحد العمال الجزائريين في مدينة مارانج سيلفانج.[4]
- 11 ديسمبر 1977: استخدمت الزجاجات الحارقة على بهو سوناكوترا في ستراسبورغ مينو.[5]
- 14 ديسمبر 1977: محاولة الهجوم بالزجاجات الحارقة على بهو سونوكوترا في لا جارد.[5]
- 27 ديسمبر 1977: هجوم على قاعة الاتحاد في كامبريه، وهو ما نتج عنه بعض الأضرار الطفيفة.[6]
- 31 ديسمبر 1977: تفجير قاعة مدينة ماركونج.[7]
- 14 مارس 1978: هجوم على مكاتب أصدقاء الجزائريين في مدينة تولون.[8]
- 24 مارس 1978: هجوم على مكاتب الحزب الشيوعي الفرنسي في مدينة تولون.[9]
- 4 مايو 1978: اغتيال هنري كوريل في باريس.[10]
- 7 أبريل 1980: إضرام النيران في باب ناشط شيوعي في أوبرفايلير.[11]
- 7 يونيو 1980: إضرام النار في منزل أحد أعضاء حزب المجتمع في أوبرفايلير.[12][13]
- 3 مارس 1981: محاولة الهجوم بالطرود المفخخة ضد مدير صحيفة لوموند.[14]
- 30 سبتمبر 1983: أعلنت فرق كوماندو دلتا مسؤوليتها عن الهجوم على المنتدى الدولي في قصر المؤتمرات في مارسيليا، والذي أسفر عن قتيل و26 جريحًا.[15]

## قائمة المصادر
- Yves Courrière, La guerre d'Algérie, tome 4 : Les feux du désespoir, Fayard, 1969
- Arnaud Déroulède, OAS : étude d'une organisation clandestine, Curutchet, 1997
- Vincent Guibert, Les commandos Delta, Curutchet, 2000
- Georges Fleury, Histoire secrète de l'O.A.S., Grasset & Fasquelle, 2002
- Rémi Kauffer, OAS : histoire d'une guerre franco-française, Seuil, 2002